# Bridge pattern
Il bridge pattern è un design pattern (modello di progettazione) della programmazione ad oggetti che permette di separare l'interfaccia di una classe (che cosa si può fare con la classe) dalla sua implementazione (come lo fa). In tal modo si può usare l'ereditarietà per fare evolvere l'interfaccia o l'implementazione in modo separato.

## Esempio in Java
Il seguente programma stamperà:
```
API1.circle at 1.000000:2.000000 radius 7.5000000
API2.circle at 5.000000:7.000000 radius 27.500000
```

```
/** "Implementor" */

interface
 
DrawingAPI
 
{

    
public
 
void
 
drawCircle
(
double
 
x
,
 
double
 
y
,
 
double
 
radius
);

}

/** "ConcreteImplementor"  1/2 */

class
 
DrawingAPI1
 
implements
 
DrawingAPI
 
{

   
public
 
void
 
drawCircle
(
double
 
x
,
 
double
 
y
,
 
double
 
radius
)
 
{

        
System
.
out
.
printf
(
"API1.circle at %f:%f radius %f\n"
,
 
x
,
 
y
,
 
radius
);

   
}

}

/** "ConcreteImplementor" 2/2 */

class
 
DrawingAPI2
 
implements
 
DrawingAPI
 
{

   
public
 
void
 
drawCircle
(
double
 
x
,
 
double
 
y
,
 
double
 
radius
)
 
{

        
System
.
out
.
printf
(
"API2.circle at %f:%f radius %f\n"
,
 
x
,
 
y
,
 
radius
);

   
}

}

/** "Abstraction" */

abstract
 
class
 
Shape
 
{

   
protected
 
DrawingAPI
 
drawingAPI
;

   
protected
 
Shape
(
DrawingAPI
 
drawingAPI
){

      
this
.
drawingAPI
 
=
 
drawingAPI
;

   
}

   
public
 
abstract
 
void
 
draw
();
                             
// low-level

   
public
 
abstract
 
void
 
resizeByPercentage
(
double
 
pct
);
     
// high-level

}

/** "Refined Abstraction" */

class
 
CircleShape
 
extends
 
Shape
 
{

   
private
 
double
 
x
,
 
y
,
 
radius
;

   
public
 
CircleShape
(
double
 
x
,
 
double
 
y
,
 
double
 
radius
,
 
DrawingAPI
 
drawingAPI
)
 
{

      
super
(
drawingAPI
);

      
this
.
x
 
=
 
x
;
  
this
.
y
 
=
 
y
;
  
this
.
radius
 
=
 
radius
;

   
}

   
// low-level i.e. Implementation specific

   
public
 
void
 
draw
()
 
{

        
drawingAPI
.
drawCircle
(
x
,
 
y
,
 
radius
);

   
}

   
// high-level i.e. Abstraction specific

   
public
 
void
 
resizeByPercentage
(
double
 
pct
)
 
{

        
radius
 
*=
 
pct
;

   
}

}

/** "Client" */

class
 
BridgePattern
 
{

   
public
 
static
 
void
 
main
(
String
[]
 
args
)
 
{

       
Shape
[]
 
shapes
 
=
 
new
 
Shape
[]
 
{

           
new
 
CircleShape
(
1
,
 
2
,
 
3
,
 
new
 
DrawingAPI1
()),

           
new
 
CircleShape
(
5
,
 
7
,
 
11
,
 
new
 
DrawingAPI2
()),

       
};

       
for
 
(
Shape
 
shape
 
:
 
shapes
)
 
{

           
shape
.
resizeByPercentage
(
2.5
);

           
shape
.
draw
();

       
}

   
}

}

```